# 落合尚之
落合 尚之（おちあい なおゆき、1968年1月6日 - ）は、日本の男性漫画家。福岡県福岡市出身。代表作に『黒い羊は迷わない』『罪と罰 A Falsified Romance』など。

## 経歴
1991年に「どすこい!!タコ花田イカ花田」でデビュー。その後いくつかの短編を経て、小学館の『週刊ヤングサンデー』に『黒い羊は迷わない』の第一部、第二部を連載。再び数篇の短編を経て同じく小学館の『月刊サンデージェネックス』に「ダンデライオン」「鉄人」（原作：矢作俊彦）を、『ビッグコミックビジネス』に「派遣社員お銀」（原作：神尾龍）を連載。
2011年双葉社の『漫画アクション』にて「罪と罰 A Falsified Romance」を連載終了。

## 作品リスト

### 単行本
- 黒い羊は迷わない 全2巻（小学館、ヤングサンデーコミックス）
- ダンデライオン 全2巻（小学館、サンデーGXコミックス）
  1. ISBN 978-4091570413 (2001年9月)
  2. ISBN 978-4091570420 (2001年10月)
- 鉄人 全4巻（小学館、サンデーGXコミックス）
  1. ISBN 978-4091570437 (2002年8月19日)
  2. ISBN 978-4091570444 (2002年10月28日)
  3. ISBN 978-4091570451 (2003年6月19日)
  4. ISBN 978-4091570468 (2003年11月19日)
- 派遣社員お銀 全1巻（小学館、ビッグコミックススペシャル）
  1. ISBN 978-4091805133 (2006/05/30)
- 罪と罰 A Falsified Romance 全10巻 - （双葉社、アクションコミックス）

## 師匠
- 六田登 - デビュー前にアシスタントとしてつく[3]